# NGC 4053
NGC 4053 é uma galáxia espiral (S?) localizada na direcção da constelação de Coma Berenices. Possui uma declinação de +19° 43' 45" e uma ascensão recta de 12 horas, 03 minutos e 11,5 segundos.
A galáxia NGC 4053 foi descoberta em 9 de Maio de 1864 por Heinrich Louis d'Arrest.